# Giancarlo Bonato
Giancarlo Bonato detto Carlo (Marostica, 1930 – Nove, 2016) è stato un artigiano, artista e imprenditore italiano. 

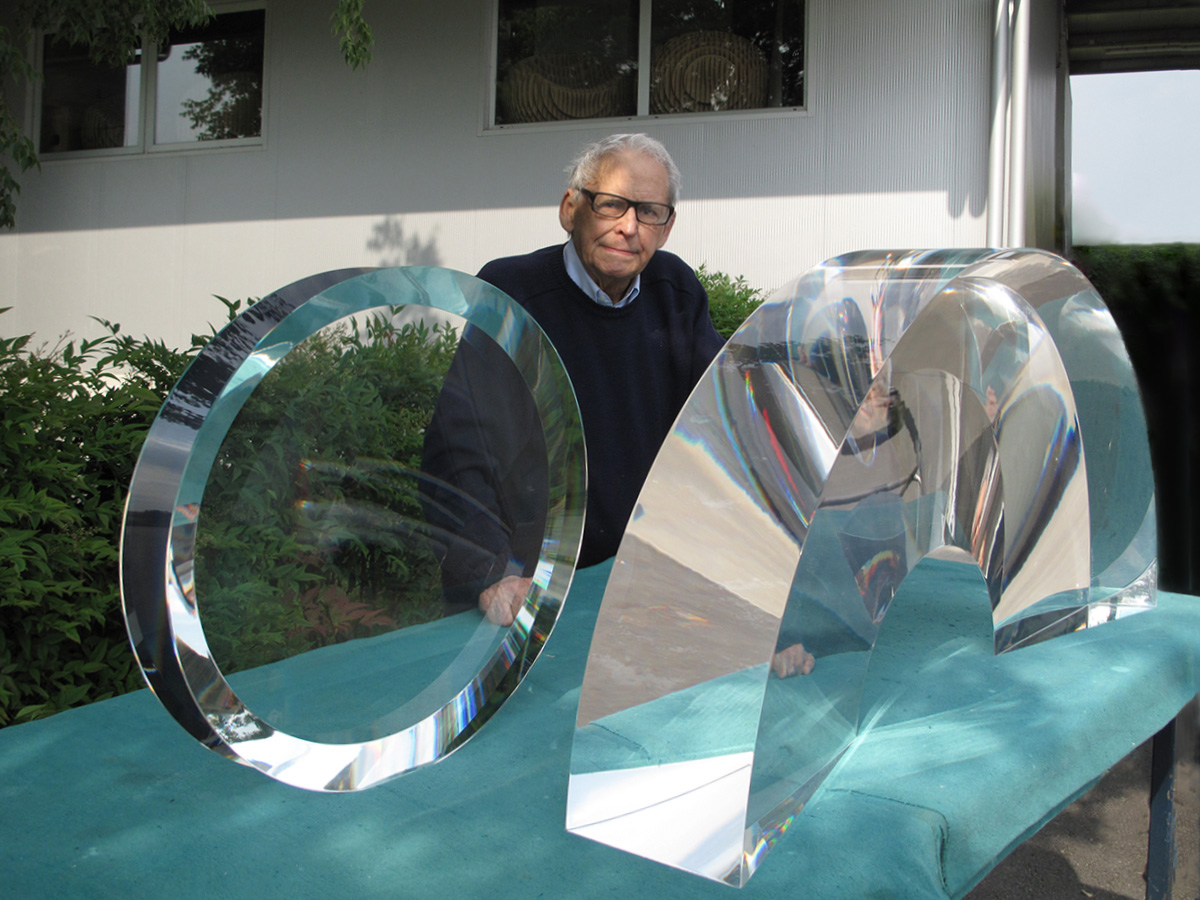
Carlo Bonato ritratto insieme a due sculture realizzate nel Laboratorio Fusina da lui fondato nel 1971, sullo sfondo.

È noto in particolare per la pionieristica produzione artigianale di oggetti d'arte e arredo in metacrilato  (o plexiglas) realizzati nel corso dei 40 anni di attività dall'azienda Laboratorio Fusina da lui creata nel 1971. I suoi lavori, caratterizzati dalla creazione di forme legate alla contemporaneità e dalla costante ricerca di nuove soluzioni tecniche, sono stati premiati ed esposti in mostre internazionali e restano ammirabili anche in celebri scene di film di registi come Terry Gilliam (scultura "Lente" mod. F635, nel film La leggenda del re pescatore, 1991), Ermanno Olmi (grande vassoio su commissione in Lunga vita alla signora!, 1987) Richard Rush (scultura "Lente" mod. F635, Il colore della notte, 1984), in sequenze con attori come Ugo Tognazzi, Bruce Willis, Isabella Rossellini.

## Biografia

### 1930-1949: infanzia e apprendistato
Terzo di quattro fratelli, figlio di un minatore e di un'operaia, Giancarlo Bonato, detto Carlo, è appassionato di tecnologia e motori fin dall'infanzia. Alla fine della seconda guerra mondiale trova il suo primo impiego da apprendista presso la succursale locale della "San Giorgio", storica industria genovese di strumenti ottici. Viene occupato nella produzione di binocoli, mirini e telemetri scoprendo così l'esistenza del metacrilato, un materiale plastico ancora pressoché sconosciuto fuori dall'ambito industriale, che lo affascina per le caratteristiche di maggiore trasparenza, leggerezza e lavorabilità del vetro. Studente-lavoratore, frequenta con profitto la "Scuola d'arti e mestieri" di Bassano del Grappa, dove nel 1949 consegue il diploma di aggiustatore meccanico.

### 1950-1969: da operaio ad artigiano
Viene assunto in un'officina ripara vetture nella vicina Nove, cittadina nota per la secolare produzione di ceramiche artistiche. Qui incontra la sua futura compagna di vita e lavoro, Maddalena Cornacchio, un'apprezzata decoratrice di ceramiche allieva di Andrea Parini. Si sposano nel 1959 e nasce nel 1962 il primogenito Luca. La coppia lavora alacremente per realizzare il sogno della costruzione di una nuova casa-laboratorio, pensata dall'amico Alessio Tasca. Carlo diventa un operaio specializzato nella produzione di stampi a iniezione per la fiorente industria plastica, mentre la sera sperimenta in casa producendo o trasformando oggetti metallici. Maddalena continua a lavorare come decoratrice ceramica dalla nuova casa-laboratorio, dove nasceranno gli altri figli Giorgio (1965) e Silvia (1975). La casa è frequentata da talenti come i designer Alessio Tasca, Gigi Sabadin, Cancio Canciani e il fotografo Luciano Svegliado ed è animata da un fervido clima culturale e umano, ad un tempo innovatore e immerso nella tradizione. A coronamento di una attività sperimentale di produzione ceramica alla trafila portata avanti a partire dal 1967 da Alessio Tasca, il numero di gennaio 1969 della rivista di architettura Ottagono dedica la copertina ai suoi "Nuovi trafilati", nella foto di Luciano Svegliado. Carlo intuisce possibilità estetiche inesplorate nell'affinità tra i trafilati ceramici e i profili metallici di produzione industriale che conosce molto bene, e insieme ad Alessio Tasca inizia ad immaginare una prima serie di oggetti di design per la casa e l'ufficio, mentre cresce in lui la volontà di autonomia. Sotto la direzione artistica di Alessio Tasca, Carlo sperimenta e sviluppa tecnologie legate alla meccanica di precisione trasferendole nella lavorazione del metacrilato, realizzando forme innovative fino ad allora mai sperimentate.

### 1970-1971: da artigiano a imprenditore
All'inizio del 1970 abbandona il lavoro dipendente per dedicarsi in pieno all'attività imprenditoriale. Venerdì 1 maggio 1971 nasce l'azienda Laboratorio Fusina, parola quest'ultima mutuata dal dialetto veneto ad evocare la fucina creativa costituita dal decennale connubio tecnico-artistico di Carlo Bonato con Alessio Tasca e gli altri amici e familiari. Lo stesso logo "Laboratorio Fusina" è ispirato ad uno degli "Arcovasi" di Alessio Tasca e viene realizzato graficamente da Luciano Svegliado.
Nello stesso anno, una selezione della produzione di oggetti di design del "Laboratorio Fusina" appare nello stand del "Laboratorio Tasca" al Salone del Mobile di Milano, suscitando interesse e ordini commerciali. Durante le giornate del Salone, Carlo e Alessio Tasca entrano in contatto con l'azienda "Polivar" di Pomezia, attiva nella produzione di metacrilato. La raggiungono pochi giorni dopo con una piccola Citroen Ami 6 che riempiono oltre ogni limite di ritagli e scarti di produzione industriale. Questo viaggio carico di blocchi di metacrilato trasparente e colorato segna il primo importante capitolo nella definizione del carattere più distintivo dell'azienda, fino a lì attiva nella produzione metallica. Già l'anno successivo la nuova azienda inizia ad essere riconosciuta, tanto da essere invitata ad esporre alcuni lavori in una prima esposizione internazionale accanto ai migliori rappresentanti dell'artigianato italiano contemporaneo, "Formes d'ltalie. Artisanat italien d'aujourd'hui", Parigi, 1972.

### 1972-2016: l'evoluzione artistica nelle opere realizzate dal Laboratorio Fusina

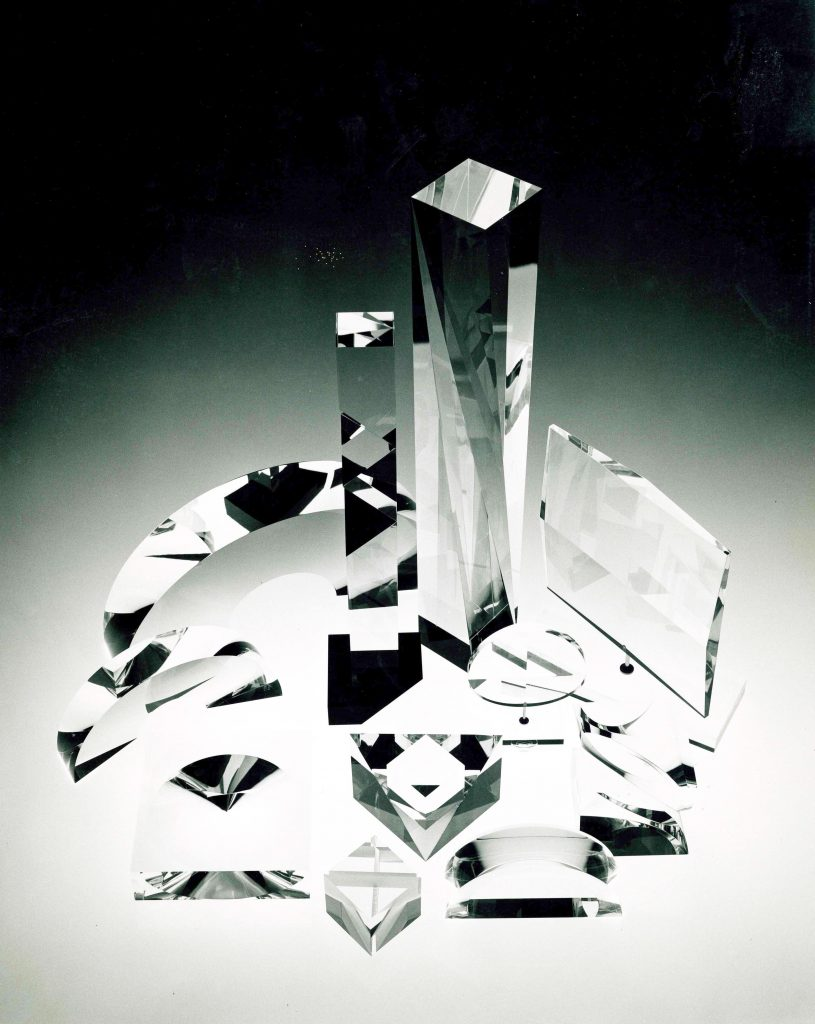
Insieme di manufatti in plexiglas realizzati artigianalmente da Carlo Bonato durante gli anni '70 nel Laboratorio Fusina di Nove (VI).

- "Sfera"[4] di Franco Costalonga, uno dei maggiori artisti dell'arte cinetica europea, entra a far parte della collezione di Peggy Guggenheim nel 1969
- "Arco" (mod. B200 e B205; B201 con base a semicerchio e "Disco" (mod. C333; poi C334) di Alessio Tasca, prodotte per decenni
- "Lente" (mod. F635)[5]
- "Quadrato" (mod. H210) di Carlo Bonato
- Gli oggetti mod. LU0l, LU02 e LU03 sono giochi che sfruttano le proprieta ottiche
- La scultura F600/1 è composte da lenti montate su perno
- Lee Babel - due modelli, che riprendono alcune delle strutture architettoniche da lei sviluppate con la ceramica
- "color costruzione" (mod. 87/2, design: Giorgio Bonato)
- "continuo"[6] (mod. 87/8, design: Luca Bonato)
- Banco vendita per Guerlain (design Peter Marino)

### 2016-presente
Giancarlo Bonato si spegne nel 2016. Due anni dopo il Laboratorio Fusina si divide nelle nuove aziende dei figli Luca e Giorgio, da sempre impegnati a fianco del padre e a loro volta autori e produttori negli anni di oggetti di design premiati ed esposti.

### Strumenti, materiali e metodi di produzione
L'adattamento di macchinari usati e la realizzazione di nuovi utensili è l'elemento di innovazione che permise il raggiungimento dei risultati più originali. Tutte le attrezzature provenivano da ambiti lavorativi tradizionali: da quello metalmeccanico (troncatrice, tornio, fresatrice) a quello della lavorazione del legno (combinata, sega a nastro, sega radiale, etc.). Le problematiche di lavorazione del nuovo materiale impegnarono in prima persona Carlo nella risoluzione di ogni problema tecnico dell'attrezzatura tradizionale, di volta in volta adeguata alle caratteristiche specifiche dell'oggetto in lavorazione. Lo strumento principale modificato e utilizzato da Carlo Bonato per lavorare i blocchi di polimetilmetacrilato fu un tornio meccanico di precisione (modello "Pasquino-Milano") per la lavorazione di metalli, reperito nel mercato dell'usato. La prima fresatrice nuova venne acquistata ipotecando a garanzia la casa-laboratorio di famiglia. Il lavoro di finitura manuale veniva eseguito in vari passaggi con carta vetrata a grana sempre più sottile, più una lucidatura finale.
Il polimetilmetacrilato veniva fornito dalla "Polivar" di Pomezia in blocchi di dimensioni variabili, fino a quando l'azienda non riuscì a superare il limite tecnologico dello spessore di 200 mm. In accordo con la ditta produttrice, nel 1972 vengono consegnati al Laboratorio Fusina alcuni nuovi blocchi dello spessore di 250 mm con i quali vengono realizzati due esemplari unici della scultura "Arco", nelle dimensioni eccezionali di 1000 x 500 x 250 mm. La lavorazione viene eseguita dapprima incollando due blocchi sul lato lungo e quindi operando con macchinari messi a disposizione dalla "Officina Salin" di Marostica.

## Premi
- Medaglia d'Oro, XV Triennale di Milano
- Gold Medal Diploma ENAPI Selection for "methacrylate arch sculpture, by Fusina Workshop, design by Alessio Tasca", World Craft Council of Monaco, Monaco di Baviera, 1974
- Gold Medal Diploma - Monaco Craft Fair to "Fusina Workshop of Giancarlo Bonato" for "Plexiglas sculpture", Internationalen Handwerksmesse, Monaco di Baviera, 1974
- Diploma Primo Premio a "Bonato G. Carlo (Collabor. Prof. Enrico Stropparo)", 58ª Fiera di Padova (58th Padua fair) - Mostra Artigianato Veneto (Veneto Handcraft Exhibition), Padova, 1974
- Coppa BNL (24th competition "Object or element for the decoration of the house" - BNL Cup, 63ª Fiera di Padova - 24º concorso "Oggetto o elemento per la decorazione della casa", Padova, 1985
- 2nd prize ex aequo to "Fusina Workshop", 65ª Fiera di Padova - 26º Concorso "Oggetto o elemento per la decorazione della casa", Padova, 1987
- Bayerischer Staatspreis to "Continuo" by "Fusina Workshop", 43a Intemationalen Handwerksmesse Munchen, Monaco di Baviera, 1991
- Producer's III Award, Koine Exhibition of Sacred art, Vicenza Fair, Vicenza, 1991
- Premio Artigiano Artista (Artisan Artist Award), Associazione Artigiani della provincia di Vicenza, Vicenza, 2001

## Esposizioni personali
- Carlo Bonato - oggetti in metacrilato (Carlo Bonato - methacrylate objects) by Alberto Carrain, Adelphi Gallery in Padua, May 21 - Padova, June 9, 1981
- "Alessio Tasca I Fusina I Carlo Bonato - Acrylic object" - Curated by Saburo Funakoshi, Design Gallery in Matsuya Ginza, Tokyo, February 5 - 24, 1988

## Esposizioni collettive
- XV Triennale, Milano, 1973
- 26th Intemationalen Handwerksmesse, Munchen (DE), 1974
- 58a Fiera campionaria (Trade fair), Padova, 1980
- 63a Fiera campionaria, Padova, 1985
- 65a Fiera campionaria, Padova, 1987
- Object: aspects of Italian craftmanship, Jaarbeuersplein, Utrecht (DE), 1989
- "Artigianato d'autore" ("Artisan crafts"), Firenze, 1989
- Craft exhibition by CNA, Bologna, 1989
- 43th Intemationalen Handwerksmesse, Munchen (DE), 1991
- Fiera Koine, Vicenza, 1991
- "Italian Craftmanship on stage at the market theater", Johannesburg (ZA), 1992
- 28th "Florence Gift Mart", Firenze, 1992
- 74a Fiera campionaria, Padova, 1996
- "Fatto ad arte", Cervia (RA), 2000
- "Creativita e artigianato" ("Creativity and craft") - CNA, Vicenza, 2004
- 1946-1975: alle radici dell'innovazione (1946-1975: at the roots of innovation), Civic Museum, Bassano del Grappa (VI), 2004